# 贾里·琼斯
贾里·琼斯（1991年—） 是美国跨性别女性活动家、行为艺术家和创意人。琼斯是美法剧情片《Port Authority》的演员、剧本顾问、表演教练和制片人。

## 职业
琼斯是第一位参与戛纳电影节角逐的黑人跨性别女制片人。 2020 年，琼斯是卡尔文·克莱因 2020 年骄傲活动的九张面孔之一。  除了表演之外，琼斯还倡导变性人的权利，并且是黑人生命平权运动的一部分。 琼斯是自爱、黑人和女性气质的倡导者。琼斯在纽约时装周上亮相，成为第一位在伸展台上亮相No Sasso的黑人跨性别女性。琼斯曾为其他品牌做过模特，包括多芬的“再见判断，你好腋下”活动和伊丽莎白苏赞的“服装是政治”活动。 她于2019年参加了纽约市的The Real Catwalk。琼斯出现在卡尔文·克莱因的YouTube频道上，表达她对 LGBTQ+ 青年的支持。她自称是“一大群同性恋青年的妈妈”。
她为《Nylon》、《纽约时报》、 《魅力杂志》（Allure）和《Out》杂志撰稿，重点关注媒体对同性恋者、变性人和有色人种的表现。她出现在Netflix的《城市故事》系列中。她是第一位在戛纳电影节上有影片的黑人跨性别制片人。  电影Port Authority还包括第一位有色人种跨性别女性莱娜·布鲁姆（Leyna Bloom）担任主角。 

## 作品列表

### 电影
| 年     | 标题       | 角色   | 备注       |
| ------ | ---------- | ------ | ---------- |
| 2019   | 《亚当》   | 斯凯勒 |            |
| 2019   | 《港务局》 | 奈马   | 兼任制作人 |
| 2021年 | 《在路上》 | 妮娜   |            |

### 电视
| 年   | 标题       | 角色       | 备注                   |
| ---- | ---------- | ---------- | ---------------------- |
| 2018 | 姿势       | 屁股打女人 | 情节：“发烧”           |
| 2019 | 城市的故事 | 隆达       | 剧集："小屈服的日子"   |
| 2019 | 透明的     | 斯凯拉     | 剧集：“透明音乐剧结局” |